# RbAM Tridente (R-22)

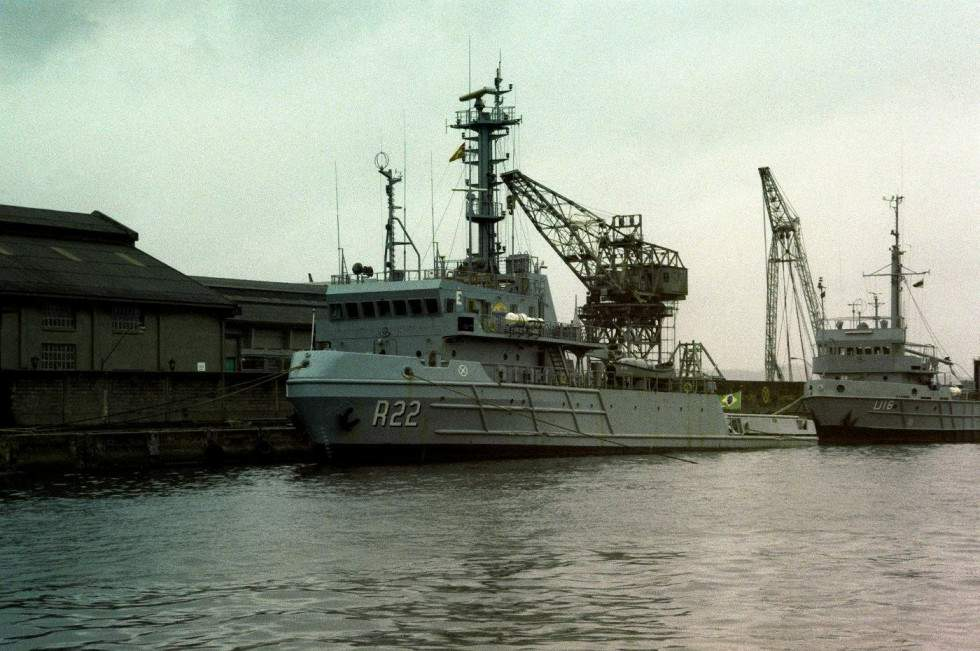
O RbAM Tridente (R-22) no cais do 1º Distrito Naval (RJ), tendo ao fundo o então Navio-Auxiliar NAux Trindade (U-16).

O RbAM Tridente (R-22) é um rebocador de Alto Mar (RbAM) da Marinha do Brasil.

## História
O seu projeto é fruto da visão empreendedora do então Ministro da Marinha Almirante-de-Esquadra Henrique Sabóia, que em sua gestão buscou a continuidade do Programa de Reaparelhamento da Marinha por meio da construção de embarcações de guerra no país, com o propósito de incentivar a construção naval. Nasceram, desse modo, na ESTANAVE, os três RbAM da Classe Triunfo, visando substituir as embarcações da Classe Tritão, em operação desde a década de 1940.
Construído no Estaleiro da Amazônia (ESTANAVE) em Manaus, inicialmente como um "supply boat" com o nome de "Sambaíba" (ex-Casco 144), para a PETROBRAS por contrato de 24 de Outubro de 1975, teve a sua quilha batida em 21 de Dezembro de 1976. Foi adquirido pela Marinha e reconvertido em RbAM em 4 de Julho de 1985 e incorporado à Armada em 8 de Outubro de 1987, no Cais do Roadway, em Manaus, herdando o nome do antigo rebocador que durante mais de quarenta anos prestou serviços de socorro e salvamento à Armada.
A embarcação teve o seu controle operativo transferido para o Comando do Grupamento Naval do Sudeste, atual Comando do Grupamento de Patrulha Naval do Sudeste, em 18 de Dezembro de 1987.
Desde então vem executando comissões de patrulha das águas jurisdicionais brasileiras, SAR, Apoio Logístico ao Posto Oceanográfico da Ilha da Trindade, Inspeção Naval e apoio às operações dos meios da Esquadra.
Dentre as principais missões de Socorro e Salvamento que realizou, destacam-se o resgate do "Bateau Mouche" que naufragou no Ano-Novo de 1989, o reboque do Navio Tanque "Alamoa" em Julho de 2004, e o salvamento do NOc Prof. Besnard da Universidade de São Paulo.
É apelidado carinhosamente pela tripulação de "Brasinha dos Mares".

## Características
- Deslocamento (toneladas): 1.350 (padrão); 1.680 (plena carga)
- Dimensões (metros): 55,4 x 11,6 x 3,4
- Velocidade (nós): 12
- Tripulação: 49 homens
- Armamento: 2 metralhadoras Oerlikon 20mm